# Tokhm Del
Tokhm Del är en ort i Iran.   Den ligger i provinsen Östazarbaijan, i den nordvästra delen av landet, 500 km nordväst om huvudstaden Teheran. Tokhm Del ligger 1 753 meter över havet och antalet invånare är 660.
Terrängen runt Tokhm Del är kuperad åt nordost, men åt sydväst är den platt. Runt Tokhm Del är det ganska glesbefolkat, med 27 invånare per kvadratkilometer. Närmaste större samhälle är Masqarān, 12,0 km öster om Tokhm Del. Trakten runt Tokhm Del består i huvudsak av gräsmarker.